# فرانتس گراشوف
فرانتس گراشوف (انگلیسی: Franz Grashof; ۱۱ ژوئیهٔ ۱۸۲۶ – ۲۶ اکتبر ۱۸۹۳) یک دانشمند در زمینه مکانیک اهل آلمان بود. عدد گراشوف در دینامیک سیالات به افتخار وی نامگذاری شده است.